# Lelaps
Lelaps är ett släkte av steklar. Lelaps ingår i familjen puppglanssteklar.

## Dottertaxa tillLelaps, i alfabetisk ordning[1]
- Lelaps abdominalis
- Lelaps aeneiceps
- Lelaps affinis
- Lelaps albipes
- Lelaps albofasciatus
- Lelaps annulicornua
- Lelaps apicalis
- Lelaps avicula
- Lelaps beckeri
- Lelaps bimaculata
- Lelaps callisto
- Lelaps caudatula
- Lelaps decorata
- Lelaps ferrierei
- Lelaps ferruginea
- Lelaps flagellata
- Lelaps flavescens
- Lelaps floridensis
- Lelaps halidayi
- Lelaps insularis
- Lelaps magnifica
- Lelaps melinus
- Lelaps ornata
- Lelaps paraguayensis
- Lelaps picta
- Lelaps pulchella
- Lelaps pulchra
- Lelaps pulchricornis
- Lelaps pygata
- Lelaps rectivitta
- Lelaps rhomboidea
- Lelaps sadales
- Lelaps setifrons
- Lelaps simplex
- Lelaps striaticeps
- Lelaps striatus
- Lelaps stylata
- Lelaps terebrans
- Lelaps tibialis
- Lelaps viridiceps
- Lelaps vittipennis